# Oceanário de Lisboa

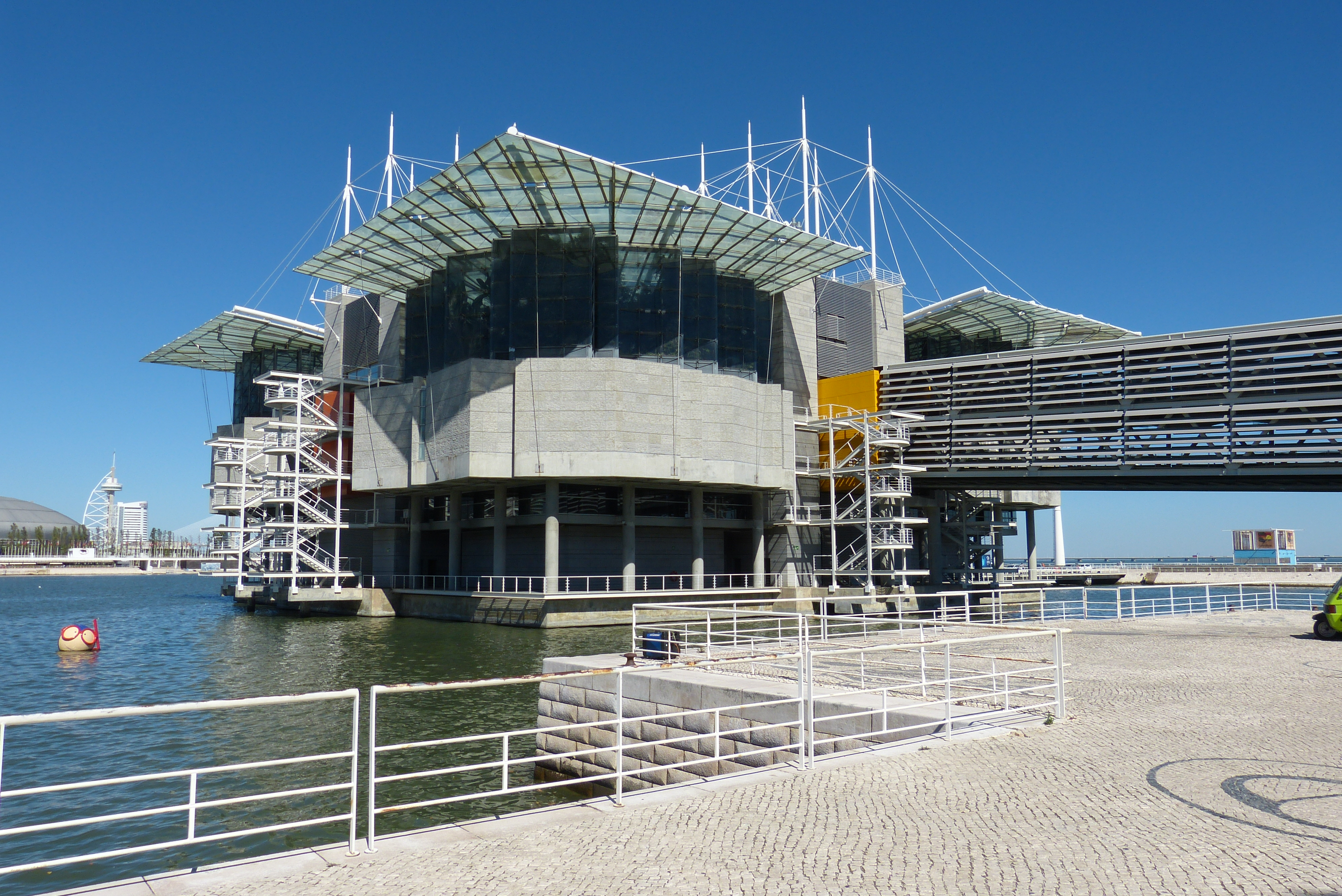
Oceanário de Lisboa

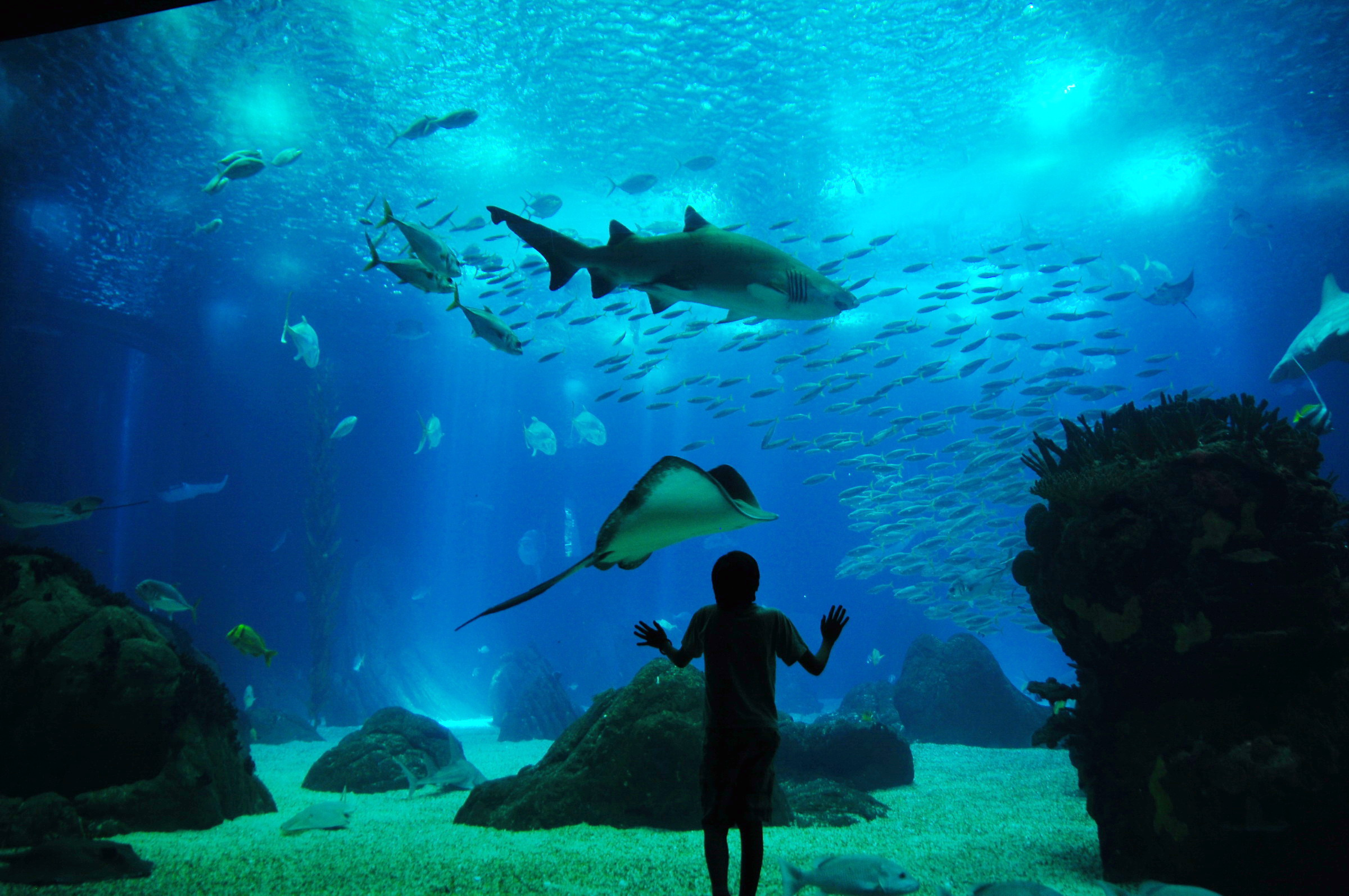
Großbecken im Oceanário de Lisboa

Das Oceanário de Lisboa ist das Ozeaneum von Lissabon. Es wurde 1998 eröffnet und beherbergt das größte Indoor-Aquarium Europas. Es liegt im Park der Nationen direkt am Tejo, auf dem ehemaligen Gelände der Expo 98. Damals war das Meeresaquarium die Hauptattraktion der Weltausstellung, die unter dem Motto „Die Ozeane: Ein Erbe für die Zukunft“ stand.
Das Gebäude steht inmitten eines Wasserbeckens. Es erstreckt sich über zwei Etagen um ein sehr großes zentrales Hauptaquarium herum. Dieses beherbergt neben mehreren Arten von Haien und Rochen auch je einen Schwarm Thunfische und Sardinen sowie Mondfische. Neben dem Hauptbecken sind in vielen kleineren Aquarien spezifische Meeresbewohner aus allen Teilen der Weltmeere zu sehen. Die vier Ecken des Oceanário sind jeweils bestimmten Regionen gewidmet, so gibt es beispielsweise eine Antarktis-Ecke mit Pinguinen und künstlichem Gletscher, ein Bassin mit einem Seeotterpärchen und eine „Mangrovenwald“-Ecke.
2011 kam ein zusätzliches Gebäude („edifício do mar“) hinzu, in dem sich nun der Eingang sowie ein Auditorium und ein Restaurant befinden. Es ist mit einem Verbindungssteg mit dem Hauptbau („edifício dos oceanos“) verbunden. In den Aquarien des Zusatzgebäudes werden wechselnde Themen präsentiert.
Zu erreichen ist das Oceanário sowohl per Metro als auch durch die Vorortzüge der CP zum Bahnhof Oriente.